# Karch Kiraly
Charles Frederick "Karch" Kiraly (Jackson, 3 november 1960) is een voormalig Amerikaans volleyballer en beachvolleyballer. Hij is drievoudig olympisch kampioen, tweemaal als speler voor de nationale ploeg in de zaal (1984 en 1988) en eenmaal als beachvolleyballer (1996). Daarnaast won hij in totaal 122 toernooien in de AVP Tour. Sinds september 2012 is hij de bondscoach van de Amerikaanse volleybalvrouwen.

## Biografie

### Jeugd en zaalvolleybalcarrière
Kiraly werd in 1960 geboren in de staat Michigan. Zijn ouders waren vanuit Hongarije naar de Verenigde Staten gevlucht na de opstand in 1956. Toen Kiraly vier jaar oud was verhuisde het gezin naar Santa Barbara in Californië. Dankzij zijn vader László die in de Hongaarse nationale ploeg heeft gespeeld, kwam hij in aanraking met zowel zaal- als beachvolleybal. Kiraly zat in het zaalvolleybalteam van Santa Barbara High School en werd in zijn laatste jaar uitgeroepen tot beste speler van Californië. Vervolgens ging hij studeren aan de UCLA waar hij in 1983 cum laude zijn bachelor in biochemie behaalde. Met het universiteitsteam won Kiraly driemaal de NCAA-kampioenschappen (1979, 1981 en 1982). Bovendien werd hij tweemaal uitgeroepen tot beste speler van de competitie.
In 1981 debuteerde Kiraly voor de Amerikaanse nationale ploeg op de positie van passer-loper. Het jaar daarop was hij opgenomen in de selectie voor het wereldkampioenschap in Argentinië waar de Verenigde Staten als dertiende eindigden. In 1984 werd hij met het team in eigen land voor de eerste keer olympisch kampioen; de Verenigde Staten wonnen de finale zonder setverlies van Brazilië. Met de Amerikaanse ploeg won Kiraly in 1985 de World Cup en werd hij een jaar later wereldkampioen in Frankrijk. Bovendien wonnen de Verenigde Staten in 1986 de zilveren bij de Goodwill Games in Moskou. Het jaar daarop behaalden ze de gouden medaille bij de Pan-Amerikaanse Spelen in Indianapolis. In 1988 prolongeerde het team de olympische titel in Seoel tegen de Sovjet-Unie en werd Kiraly uitgeroepen tot beste speler van het toernooi. Na afloop van de Spelen nam Kiraly afscheid van de nationale ploeg. Vervolgens speelde hij van 1990 tot en met 1992 speelde hij in clubverband voor het Italiaanse Il Messaggero Ravenna, waarmee hij in 1991 het wereldkampioenschap voor clubs won en een jaar later als tweede eindigde in de Italiaanse competitie.

### Beachvolleybalcarrière
Kiraly speelde in 1978 zijn eerste professionele beachvolleybalwedstrijd. Vervolgens vormde hij tot en met 1984 een duo met Sinjin Smith, een ploeggenoot bij het zaalteam van de UCLA. Het tweetal boekte van 1979 tot en met 1982 in totaal 21 overwinningen bij toernooien in Californië. In 1984 werd de AVP opgericht en wonnen Kiraly en Smith twee van de vier wedstrijden. Tot aan 1990 speelde Kiraly in de Amerikaanse competitie met verschillende partners waaronder Mike Dodd, Ricci Luyties en Brent Frohoff en behaalde hij acht toernooizeges. In 1987 nam hij met Pat Powers in Rio de Janeiro deel aan het eerste beachvolleybaltoernooi dat door de FIVB werd georganiseerd. Het duo verloor de finale van hun landgenoten Randy Stoklos en Sinjin Smith. Het jaar daarop waren Kiraly en Powers in Rio de Janeiro wel succesvol. In 1989 speelde hij met Steve Timmons drie toernooien in de World Tour met een derde plaats in Jesi en een eerste plaats in Enoshima als resultaat. Van 1990 tot en met 1996 vormde Kiraly voornamelijk een duo met Kent Steffes. Het duo behaalde in die periode 74 overwinningen in de AVP Tour en won bij de Olympische Spelen in Atlanta de eerste gouden medaille bij het beachvolleybal. In de finale waren ze te sterk voor hun landgenoten Mike Whitmarsh en Mike Dodd. Met Brent Frohoff, Scott Ayakatubby en verscheidene andere spelers boekte hij in de Amerikaanse competitie verder zeventien overwinningen.
Vervolgens speelde Kiraly van 1997 tot en met 2000 samen met Adam Johnson. In 1997 namen ze deel aan de eerste officiële wereldkampioenschappen beachvolleybal in Los Angeles. Ze bereikten de kwartfinale waar ze werden uitgeschakeld door de Brazilianen Paulão Moreira en Paulo Emilio Silva. Het jaar daarop won het duo de zilveren medaille bij de Goodwill Games in New York en in 1999 deden Kiraly en Johnson mee aan de WK in Marseille. In de vierde ronde van het hoofdschema verloren ze van het Spaanse duo Javier Bosma en Fabio Díez en in de laatste herkansingsronde werden ze definitief uitgeschakeld door de Zwitserse broers Martin en Paul Laciga, waardoor ze als vijfde eindigden. Het tweetal boekte in totaal bovendien vijftien zeges in de AVP Tour. In de World Tour kwamen ze niet verder dan een vierde plaats in Toronto in 1998; met Mike Whitmarsh eindigde Kiraly dat jaar als tweede in Tenerife. In 2001 speelde Kiraly twee wedstrijden in de AVP Tour met Scott Ayakatubby, waarna hij de twee daaropvolgende jaren in de Amerikaanse competitie een duo vormde met Brent Dobble. Het tweetal nam deel aan zestien wedstrijden en behaalde in beide seizoenen een overwinning. Vervolgens speelde Kiraly in 2004 en 2005 met Mike Lambert met wie hij vier zeges boekte. Daarnaast kwam hij een aantal toernooien uit met Adam Jewell. In 2006 en 2007 vormde hij een duo met respectievelijk Larry Witt en Kevin Wong. In Seaside Heights speelde hij in juli 2007 met Wong zijn laatste professionele beachvolleybalwedstrijd.

### Latere carrière
Na afloop van zijn beachvolleybalcarrière is Kiraly werkzaam geweest als omroeper voor zowel ESPN als NBC Sports. Voor de laatste zender was hij in 2008 commentator van het beachvolleybaltoernooi bij de Olympische Spelen in Peking. In 2009 werd hij onder Hugh McCutcheon aangesteld als assistent-trainer van de Amerikaanse vrouwenploeg. Na de Spelen in Londen waar de Verenigde Staten de zilveren medaille wonnen, nam Kiraly de positie als bondscoach over. Onder zijn leiding werd het team in 2014 wereldkampioen ten koste van China en won het in 2016 de bronzen medaille bij de Spelen in Rio de Janeiro ten koste van Nederland.

## Palmares

### Zaal
- 1979:  NCAA-kampioenschap
- 1980:  NCAA-kampioenschap
- 1981:  NCAA-kampioenschap
- 1982:  NCAA-kampioenschap
- 1984:  OS
- 1985:  World Cup
- 1986:  WK
- 1986:  Goodwill Games
- 1987:  Pan-Amerikaanse Spelen
- 1988:  OS
- 1991:  WK voor clubs
- 1992:  Serie A1

### Beach
Kampioenschappen
- 1996:  OS
- 1997: 5e WK
- 1998:  Goodwill Games
- 1999: 5e WK

FIVB World Tour
- 1987:  Rio de Janeiro Open
- 1988:  Rio de Janeiro Open
- 1989:  Jesi Open
- 1989:  Enishima Open
- 1998:  Tenerife Open